# Love (album Ayumi Hamasaki)
LOVE – czwarty minialbum japońskiej piosenkarki Ayumi Hamasaki. Płyta ukazała się 8 listopada 2012 roku w trzech wersjach: regularnej, limitowanej i CD+DVD.
Utwór Song 4 u został wykorzystany jako piosenka przewodnia gry na PS3 Tales of Xillia 2. Minialbum jest pierwszym wydawnictwem z serii świętujących 15. rocznicę piosenkarki. Album osiągnął 4 pozycję w rankingu Oricon, sprzedano 91 175 egzemplarzy.

## Lista utworów

### CD
| #  | Tytuł                                    | Muzyka                    | Aranżacja      | Czas |
| -- | ---------------------------------------- | ------------------------- | -------------- | ---- |
| 1  | "Song 4 u" (Original mix)                | HINATAspring, Yuta Nakano | Yuta Nakano    | 3:51 |
| 2  | "Missing" (Original mix)                 | Kazuhiro Hara             | Yuta Nakano    | 4:58 |
| 3  | "Melody" (Original mix)                  | Yasuhiko Hoshino          | Yuta Nakano    | 5:26 |
| 4  | "Song 4 u" (Orchestra version)           | HINATAspring, Yuta Nakano | Yuta Nakano    | 4:22 |
| 5  | "You & Me" (SHINICHI OSAWA remix)        | Tetsuya Komuro            | Shinichi Osawa | 5:01 |
| 6  | "You & Me" (Remo-con rmx – Extended)     | Tetsuya Komuro            | Remo-con       | 7:28 |
| 7  | "Missing" (Dubscribe remix)              | Kazuhiro Hara             | Dubscribe      | 5:07 |
| 8  | "Melody" (BROKEN HAZE remix)             | Yasuhiko Hoshino          | Broken Haze    | 5:58 |
| 9  | "Song 4 u" (Original mix -Instrumental-) | HINATAspring, Yuta Nakano | Yuta Nakano    | 3:50 |
| 10 | "Missing" (Original mix -Instrumental-)  | Kazuhiro Hara             | Yuta Nakano    | 4:57 |
| 11 | "Melody" (Original mix -Instrumental-)   | Yasuhiko Hoshino          | Yuta Nakano    | 5:24 |
| 12 | "You & Me" (Original mix -Instrumental-) | Tetsuya Komuro            | Tasuku         | 5:39 |

### DVD
| # | Tytuł                    | Reżyser | Czas |
| - | ------------------------ | ------- | ---- |
| 1 | "Song 4 u" (video clip)  |         |      |
| 2 | "Missing" (video clip)   |         |      |
| 3 | "Song 4 u" (making clip) |         |      |